# Lluís Maria Güell
Lluís Maria Güell Guix (Barcelona, 1947) es un productor, realizador y director de cine y televisión español, de ámbito catalán. Asimismo, es profesor asociado de la Facultad de Ciencias Sociales y de la Comunicación en la Universidad Pompeu Fabra.

## Biografía
En 1965, Güell ingresó como ayudante de realización en los Estudios Miramar de Televisión Española. En 1972 es nombrado director y realizador de programas del ente público, etapa en la que dirigió varios programas para el canal hasta su marcha en 1983.  En el mismo año, ingresa en la compañía autonómica Televisió de Catalunya para la puesta en marcha del canal catalán TV3 con la ayuda de Rosa María Calaf.  En enero de 1973, se transmite en TVE su programa musical en catalán Lluís Llach, filmado en Gerona provincia bajo su dirección, y con cámara de Jaume Peracaula i Roura, a colores y en blanco y negro.  Tiempo después, en 1988 inició su actividad como director, realizador y productor independiente. Durante esa etapa, creó además, varias de sus productoras. Su primera producción fue junto a Joaquim Maria Puyal para TV3, con quien tenía la productora DECO.

## Producciones audiovisuales
Debutó como realizador con el cortometraje Museos en 1982. Para el canal catalán TV3 ha realizado diversos trabajos como las películas Pirata (1997), Primera jugada (1998) o Nudos en 2003. Entre sus obras televisivas están: Amar en tiempos revueltos, La Señora, Oh! España, Tocao del ala o La granja. También ha realizado y dirigido varias miniseries, como Habitaciones cerradas (inspirada en la novela homónima de Care Santos, protagonizada por Adriana Ugarte y Álex García) y ha sido director cinematográfico y productor ejecutivo. Ejemplos de algunas de ellas son Arnau, Andorra, entre el torb i la Gestapo, Ventdelplà, Les veus del Pamano y Ermesenda.

## Críticas
En 2010 describió su serie La granja (emitida en 1989) como «neorrealismo catalán» y «precursora de las series dramáticas de TV3».

## Premios y nominaciones
- Premio Nacional de Videografía de la Generalitat a la «Mejor dirección» por la miniserie Arnau.[3]

Ha sido nominado a los Premios Gaudí de 2009 como «Mejor película para la televisión» por Les veus del Pamano, basada en la novela de Jaume Cabré, y un año después, en 2010, la miniserie Les veus del Pamano fue galardonada con doble premio en el Shanghái TV Festival. Por un lado obtuvo una estatuilla al «TV Film Golden Award» y por otro el «Premio al Mejor Guion».
El 26 de noviembre de 2012, recibió un «Premio Talento» de la Academia de las Ciencias y las Artes de Televisión de España, que reconocen la excelencia profesional detrás de la cámara, mientras que en el mismo año sería nominado a los Premios Gaudí por su miniserie biográfica sobre Ermesenda.